# Q'asiri (Larecaja)
Il Q'asiri  in lingua aymara,  Casiri o Kasiri  in spagnolo,  è una montagna della Bolivia alta  5 820 metri sul livello del mare, sita nella Cordillera Real nelle Ande. Si trova nel dipartimento di La Paz, provincia di Larecaja, comune di Sorata. 

## Origine del nome
Il nome trae origine dalle tradizioni linguistiche Aymara, che significa "schiamazzante", e riflette il profondo legame tra le comunità indigene e i paesaggi montuosi delle Ande boliviane.

## Geografia
La montagna si trova a sud-est del monte Janq'u Uma, a nord-ovest dei monti Qalsata e Ch'iyar Juqhu e a nord-est del lago San Francisco. I fiumi Jisk'a Q'asiri ("piccolo Q'asiri", Jiska Khasiri) e Jach'a Q'asiri ("grande Q'asiri", Jacha Khasiri) hanno origine sul lato ovest della montagna e scorrono verso il lago San Francisco. 

## Alpinismo
La prima scalata documentata della montagna avvenne il 19 giugno 1928 dagli scalatori tedeschi Hans Pfann, Alfred Horeschowsky, Hugo Hörtnagl, Friedrich Ahlfeld e dall'austriaco Erwin Hein attraverso la cresta sud-occidentale, segnando l'inizio dell'esplorazione alpinistica in questa sezione della catena montuosa.